# 全国高等学校女子レスリング選手権大会
全国高等学校女子レスリング選手権大会（ぜんこくこうとうがっこうじょしレスリングせんしゅけんたいかい）は、日本レスリング協会主催・全国高等学校体育連盟主管により、毎年夏に開催されている高校女子レスリングの大会である。現在は全国高等学校総合体育大会レスリング競技大会の公開競技として行われている。

## 概要
第1回は1994年に開催。
2003年までは宮古市体育館で全国中学女子選手権と併催していた。2004年より全国高校生グレコローマン選手権との併催による持ち回りに移行されたが、関東または関西での開催が多かった。
2013年より全国高等学校総合体育大会レスリング競技大会に吸収され、同大会の公開競技種目になっている（グレコローマンは単独のまま）。

## 競技方法
個人戦のみ。38kg級・40kg級・43kg級・46kg級・49kg級・52kg級・56kg級・60kg級・65kg級・70kg級の10階級（2009年より）。ノックアウトトーナメントにより優勝を争い、3位・5位はステップラダー方式の敗者復活戦で決定する。ただし、3位・5位決定戦は行わず、それぞれ同順位となる。出場3〜5選手の階級はラウンドロビンとなる。1選手の階級はそのまま優勝を認定されるが、参考試合（エキシビション）を行う場合もある。
試合はUWW公式規則に基づき3分2ピリオドで行われる。